# Arctic Race of Norway 2025
L'Arctic Race of Norway 2025 est la 12e édition de cette course cycliste masculine sur route. Elle a lieu du 7 au 10 août 2025 dans le nord de la Norvège entre Borkenes et Tromsø et fait partie du calendrier UCI ProSeries 2025, le deuxième niveau mondial, en catégorie 2.Pro.

## Présentation

### Parcours
Le parcours se compose de quatre étapes en ligne totalisant 666 kilomètres. Le classement général pourrait prendre une orientation décisive lors de l'arrivée de la troisième étape arrivant à l'Alpine Village de Målselv, au sommet d'une côte de 3,7 km avec une pente moyenne de 7,8 %. La dernière étape est constituée de 8 boucles identiques de 16,1 kilomètres autour de Tromsø, la ville de plus de 50 000 habitants la plus septentrionale du monde.

### Équipes
| WorldTeams (6)- Arkéa-B&B Hotels - Cofidis - Intermarché-Wanty - Team Jayco AlUla - Team Picnic-PostNL - XDS Astana Team ProTeams (9)- Burgos-Burpellet-BH - Equipo Kern Pharma - Israel-Premier Tech - Q36.5 Pro Cycling Team - Team Flanders-Baloise - Team TotalEnergies - Tudor Pro Cycling Team - Unibet Tietema Rockets - Uno-X Mobility Équipe continentale- Team Coop-Repsol Équipe nationale- Norvège Équipe régionale et de club- Lillehammer Cykleklubb |
| |

### Étapes
| Étape     | Date    | Villes étapes        | type                      | Distance (km) | Dénivelé (m) | Vainqueur d'étape  | Leader du classement général |
| --------- | ------- | -------------------- | ------------------------- | ------------- | ------------ | ------------------ | ---------------------------- |
| 1re étape | 7 août  | Borkenes – Harstad   | étape vallonnée           | 182           | 2 340 m      | Corbin Strong      | Corbin Strong                |
| 2e étape  | 8 août  | Tennevoll – Sørreisa | étape de moyenne montagne | 166,5         | 2 279 m      | Alexander Kristoff | Corbin Strong                |
| 3e étape  | 9 août  | Husøy – Målselv      | étape vallonnée           | 182,4         | 2 473 m      | Tom Pidcock        | Corbin Strong                |
| 4e étape  | 10 août | Tromsø – Tromsø      | étape de moyenne montagne | 135,3         | 2 116 m      |                    |                              |

### Favoris

#### Classement Général
Thomas Pidcock fait office de grand favoris pour le classement général avec 2011 points UCI au départ de la course. Il présente plus de 350 points UCI d'avance sur son dauphin Christian Scaroni.

## Déroulement de la course

### 1reétape
| \| Classement de l'étape \| Classement de l'étape \| Classement de l'étape \| Classement de l'étape \| Classement de l'étape \| \| Coureur \| Coureur \| Pays \| Équipe \| Temps \| \| --------------------- \| --------------------- \| --------------------- \| -------------------------- \| --------------------- \| \| 1er \| Corbin Strong \| Nouvelle-Zélande \| Israel-Premier Tech \| 4 h 02 min 22 s \| \| 2e \| Riley Sheehan \| États-Unis \| Israel-Premier Tech \| + 0 s \| \| 3e \| Rasmus Tiller \| Norvège \| Uno-X Mobility \| + 0 s \| \| 4e \| Rick Pluimers \| Pays-Bas \| Tudor Pro Cycling Team \| + 0 s \| \| 5e \| Jenthe Biermans \| Belgique \| Arkéa-B&B Hotels \| + 0 s \| \| 6e \| Karsten Feldmann \| Norvège \| Team Coop-Repsol \| + 0 s \| \| 7e \| Davide Ballerini \| Italie \| XDS Astana Team \| + 0 s \| \| 8e \| Tord Gudmestad \| Norvège \| Decathlon-AG2R La Mondiale \| + 0 s \| \| 9e \| Pau Miquel \| Espagne \| Equipo Kern Pharma \| + 0 s \| \| 10e \| Clément Champoussin \| France \| XDS Astana Team \| + 0 s \| |                     |                  |                            |                 |
| |                     |                  |                            |                 |
| Source : ProCyclingStats |                     |                  |                            |                 |
| Classement de l'étape |                     |                  |                            |                 |
| Coureur | Coureur             | Pays             | Équipe                     | Temps           |
| 1er | Corbin Strong       | Nouvelle-Zélande | Israel-Premier Tech        | 4 h 02 min 22 s |
| 2e | Riley Sheehan       | États-Unis       | Israel-Premier Tech        | + 0 s           |
| 3e | Rasmus Tiller       | Norvège          | Uno-X Mobility             | + 0 s           |
| 4e | Rick Pluimers       | Pays-Bas         | Tudor Pro Cycling Team     | + 0 s           |
| 5e | Jenthe Biermans     | Belgique         | Arkéa-B&B Hotels           | + 0 s           |
| 6e | Karsten Feldmann    | Norvège          | Team Coop-Repsol           | + 0 s           |
| 7e | Davide Ballerini    | Italie           | XDS Astana Team            | + 0 s           |
| 8e | Tord Gudmestad      | Norvège          | Decathlon-AG2R La Mondiale | + 0 s           |
| 9e | Pau Miquel          | Espagne          | Equipo Kern Pharma         | + 0 s           |
| 10e | Clément Champoussin | France           | XDS Astana Team            | + 0 s           |

| \| Classement général \| Classement général \| Classement général \| Classement général \| Classement général \| \| Coureur \| Coureur \| Pays \| Équipe \| Temps \| \| ------------------ \| ------------------ \| ------------------ \| ---------------------- \| ------------------ \| \| 1er \| Corbin Strong \| Nouvelle-Zélande \| Israel-Premier Tech \| 4 h 02 min 22 s \| \| 2e \| Riley Sheehan \| États-Unis \| Israel-Premier Tech \| + 4 s \| \| 3e \| Fredrik Dversnes \| Norvège \| Uno-X Mobility \| + 4 s \| \| 4e \| Romain Combaud \| France \| Team Picnic-PostNL \| + 4 s \| \| 5e \| Rasmus Tiller \| Norvège \| Uno-X Mobility \| + 6 s \| \| 6e \| Abram Stockman \| Belgique \| Unibet Tietema Rockets \| + 9 s \| \| 7e \| Rick Pluimers \| Pays-Bas \| Tudor Pro Cycling Team \| + 10 s \| \| 8e \| Jenthe Biermans \| Belgique \| Arkéa-B&B Hotels \| + 10 s \| \| 9e \| Karsten Feldmann \| Norvège \| Team Coop-Repsol \| + 10 s \| \| 10e \| Davide Ballerini \| Italie \| XDS Astana Team \| + 10 s \| |                  |                  |                        |                 |
| |                  |                  |                        |                 |
| Source : ProCyclingStats |                  |                  |                        |                 |
| Classement général |                  |                  |                        |                 |
| Coureur | Coureur          | Pays             | Équipe                 | Temps           |
| 1er | Corbin Strong    | Nouvelle-Zélande | Israel-Premier Tech    | 4 h 02 min 22 s |
| 2e | Riley Sheehan    | États-Unis       | Israel-Premier Tech    | + 4 s           |
| 3e | Fredrik Dversnes | Norvège          | Uno-X Mobility         | + 4 s           |
| 4e | Romain Combaud   | France           | Team Picnic-PostNL     | + 4 s           |
| 5e | Rasmus Tiller    | Norvège          | Uno-X Mobility         | + 6 s           |
| 6e | Abram Stockman   | Belgique         | Unibet Tietema Rockets | + 9 s           |
| 7e | Rick Pluimers    | Pays-Bas         | Tudor Pro Cycling Team | + 10 s          |
| 8e | Jenthe Biermans  | Belgique         | Arkéa-B&B Hotels       | + 10 s          |
| 9e | Karsten Feldmann | Norvège          | Team Coop-Repsol       | + 10 s          |
| 10e | Davide Ballerini | Italie           | XDS Astana Team        | + 10 s          |

### 2eétape
| \| Classement de l'étape \| Classement de l'étape \| Classement de l'étape \| Classement de l'étape \| Classement de l'étape \| \| Coureur \| Coureur \| Pays \| Équipe \| Temps \| \| --------------------- \| --------------------- \| --------------------- \| -------------------------- \| --------------------- \| \| 1er \| Alexander Kristoff \| Norvège \| Uno-X Mobility \| 3 h 55 min 08 s \| \| 2e \| Tom Van Asbroeck \| Belgique \| Israel-Premier Tech \| + 0 s \| \| 3e \| Karsten Feldmann \| Norvège \| Team Coop-Repsol \| + 0 s \| \| 4e \| Jules Hesters \| Belgique \| Team Flanders-Baloise \| + 0 s \| \| 5e \| Cees Bol \| Pays-Bas \| XDS Astana Team \| + 0 s \| \| 6e \| Jenthe Biermans \| Belgique \| Arkéa-B&B Hotels \| + 0 s \| \| 7e \| Arne Marit \| Belgique \| Intermarché-Wanty \| + 0 s \| \| 8e \| Tord Gudmestad \| Norvège \| Decathlon-AG2R La Mondiale \| + 0 s \| \| 9e \| Bjoern Koerdt \| Royaume-Uni \| Team Picnic-PostNL \| + 0 s \| \| 10e \| Tom Pidcock \| Royaume-Uni \| Q36.5 Pro Cycling Team \| + 0 s \| |                    |             |                            |                 |
| |                    |             |                            |                 |
| Source : ProCyclingStats |                    |             |                            |                 |
| Classement de l'étape |                    |             |                            |                 |
| Coureur | Coureur            | Pays        | Équipe                     | Temps           |
| 1er | Alexander Kristoff | Norvège     | Uno-X Mobility             | 3 h 55 min 08 s |
| 2e | Tom Van Asbroeck   | Belgique    | Israel-Premier Tech        | + 0 s           |
| 3e | Karsten Feldmann   | Norvège     | Team Coop-Repsol           | + 0 s           |
| 4e | Jules Hesters      | Belgique    | Team Flanders-Baloise      | + 0 s           |
| 5e | Cees Bol           | Pays-Bas    | XDS Astana Team            | + 0 s           |
| 6e | Jenthe Biermans    | Belgique    | Arkéa-B&B Hotels           | + 0 s           |
| 7e | Arne Marit         | Belgique    | Intermarché-Wanty          | + 0 s           |
| 8e | Tord Gudmestad     | Norvège     | Decathlon-AG2R La Mondiale | + 0 s           |
| 9e | Bjoern Koerdt      | Royaume-Uni | Team Picnic-PostNL         | + 0 s           |
| 10e | Tom Pidcock        | Royaume-Uni | Q36.5 Pro Cycling Team     | + 0 s           |

| \| Classement général \| Classement général \| Classement général \| Classement général \| Classement général \| \| Coureur \| Coureur \| Pays \| Équipe \| Temps \| \| ------------------ \| -------------------- \| ------------------ \| --------------------- \| ------------------ \| \| 1er \| Corbin Strong \| Nouvelle-Zélande \| Israel-Premier Tech \| 7 h 57 min 20 s \| \| 2e \| Alexander Kristoff \| Norvège \| Uno-X Mobility \| + 0 s \| \| 3e \| Riley Sheehan \| États-Unis \| Israel-Premier Tech \| + 4 s \| \| 4e \| Fredrik Dversnes \| Norvège \| Uno-X Mobility \| + 4 s \| \| 5e \| Morthen Wang Baksaas \| Norvège \| Ringerike Sykkelklubb \| + 4 s \| \| 6e \| Romain Combaud \| France \| Team Picnic-PostNL \| + 4 s \| \| 7e \| Josh Burnett \| Nouvelle-Zélande \| Burgos-Burpellet-BH \| + 5 s \| \| 8e \| Eirik Vang Aas \| Norvège \| Team Coop-Repsol \| + 5 s \| \| 9e \| Karsten Feldmann \| Norvège \| Team Coop-Repsol \| + 6 s \| \| 10e \| Rasmus Tiller \| Norvège \| Uno-X Mobility \| + 6 s \| |                      |                  |                       |                 |
| |                      |                  |                       |                 |
| Source : ProCyclingStats |                      |                  |                       |                 |
| Classement général |                      |                  |                       |                 |
| Coureur | Coureur              | Pays             | Équipe                | Temps           |
| 1er | Corbin Strong        | Nouvelle-Zélande | Israel-Premier Tech   | 7 h 57 min 20 s |
| 2e | Alexander Kristoff   | Norvège          | Uno-X Mobility        | + 0 s           |
| 3e | Riley Sheehan        | États-Unis       | Israel-Premier Tech   | + 4 s           |
| 4e | Fredrik Dversnes     | Norvège          | Uno-X Mobility        | + 4 s           |
| 5e | Morthen Wang Baksaas | Norvège          | Ringerike Sykkelklubb | + 4 s           |
| 6e | Romain Combaud       | France           | Team Picnic-PostNL    | + 4 s           |
| 7e | Josh Burnett         | Nouvelle-Zélande | Burgos-Burpellet-BH   | + 5 s           |
| 8e | Eirik Vang Aas       | Norvège          | Team Coop-Repsol      | + 5 s           |
| 9e | Karsten Feldmann     | Norvège          | Team Coop-Repsol      | + 6 s           |
| 10e | Rasmus Tiller        | Norvège          | Uno-X Mobility        | + 6 s           |

### 3eétape
| \| Classement de l'étape \| Classement de l'étape \| Classement de l'étape \| Classement de l'étape \| Classement de l'étape \| \| Coureur \| Coureur \| Pays \| Équipe \| Temps \| \| --------------------- \| --------------------- \| --------------------- \| --------------------- \| --------------------- \| |         |      |        |       |
| |         |      |        |       |
| Source : ProCyclingStats |         |      |        |       |
| Classement de l'étape |         |      |        |       |
| Coureur | Coureur | Pays | Équipe | Temps |

| \| Classement général \| Classement général \| Classement général \| Classement général \| Classement général \| \| Coureur \| Coureur \| Pays \| Équipe \| Temps \| \| ------------------ \| ------------------ \| ------------------ \| ------------------ \| ------------------ \| |         |      |        |       |
| |         |      |        |       |
| Source : ProCyclingStats |         |      |        |       |
| Classement général |         |      |        |       |
| Coureur | Coureur | Pays | Équipe | Temps |

### 4eétape
| \| Classement de l'étape \| Classement de l'étape \| Classement de l'étape \| Classement de l'étape \| Classement de l'étape \| \| Coureur \| Coureur \| Pays \| Équipe \| Temps \| \| --------------------- \| --------------------- \| --------------------- \| --------------------- \| --------------------- \| |         |      |        |       |
| |         |      |        |       |
| Source : ProCyclingStats |         |      |        |       |
| Classement de l'étape |         |      |        |       |
| Coureur | Coureur | Pays | Équipe | Temps |

## Classements finals

### Classement général final
| \| Classement général \| Classement général \| Classement général \| Classement général \| Classement général \| \| Coureur \| Coureur \| Pays \| Équipe \| Temps \| \| ------------------ \| ------------------ \| ------------------ \| ------------------ \| ------------------ \| |         |      |        |       |
| |         |      |        |       |
| |         |      |        |       |
| Classement général |         |      |        |       |
| Coureur | Coureur | Pays | Équipe | Temps |

| Classement par points | Classement par points | Classement par points | Classement par points | Classement par points |
| Coureur               | Coureur               | Pays                  | Équipe                | Points                |
| --------------------- | --------------------- | --------------------- | --------------------- | --------------------- |

| Classement par points | Classement par points | Classement par points | Classement par points | Classement par points |
| Coureur               | Coureur               | Pays                  | Équipe                | Points                |
| --------------------- | --------------------- | --------------------- | --------------------- | --------------------- |

| Classement de la montagne | Classement de la montagne | Classement de la montagne | Classement de la montagne | Classement de la montagne |
| Coureur                   | Coureur                   | Pays                      | Équipe                    | Points                    |
| ------------------------- | ------------------------- | ------------------------- | ------------------------- | ------------------------- |

| Classement de la montagne | Classement de la montagne | Classement de la montagne | Classement de la montagne | Classement de la montagne |
| Coureur                   | Coureur                   | Pays                      | Équipe                    | Points                    |
| ------------------------- | ------------------------- | ------------------------- | ------------------------- | ------------------------- |

| Classement du meilleur jeune | Classement du meilleur jeune | Classement du meilleur jeune | Classement du meilleur jeune | Classement du meilleur jeune |
| Coureur                      | Coureur                      | Pays                         | Équipe                       | Temps                        |
| ---------------------------- | ---------------------------- | ---------------------------- | ---------------------------- | ---------------------------- |

| Classement du meilleur jeune | Classement du meilleur jeune | Classement du meilleur jeune | Classement du meilleur jeune | Classement du meilleur jeune |
| Coureur                      | Coureur                      | Pays                         | Équipe                       | Temps                        |
| ---------------------------- | ---------------------------- | ---------------------------- | ---------------------------- | ---------------------------- |

| Classement par équipes | Classement par équipes | Classement par équipes | Classement par équipes |
| Équipe                 | Équipe                 | Pays                   | Temps                  |
| ---------------------- | ---------------------- | ---------------------- | ---------------------- |

| Classement par équipes | Classement par équipes | Classement par équipes | Classement par équipes |
| Équipe                 | Équipe                 | Pays                   | Temps                  |
| ---------------------- | ---------------------- | ---------------------- | ---------------------- |

### Évolution des classements
| Étape              | Vainqueur          | Classement général | Classement par points | Classement de la montagne | Classement du meilleur jeune | Classement par équipes |
| ------------------ | ------------------ | ------------------ | --------------------- | ------------------------- | ---------------------------- | ---------------------- |
| 1                  | Corbin Strong      | Corbin Strong      | Corbin Strong         | Storm Ingebrigtsen        | Corbin Strong                | XDS Astana             |
| 2                  | Alexander Kristoff | Corbin Strong      | Corbin Strong         | Storm Ingebrigtsen        | Corbin Strong                | XDS Astana             |
| 3                  | Tom Pidcock        | Corbin Strong      | Corbin Strong         | Storm Ingebrigtsen        | Corbin Strong                | Israel-Premier Tech    |
| 4                  | Fredrik Dversnes   | Corbin Strong      | Corbin Strong         | Storm Ingebrigtsen        | Corbin Strong                | XDS Astana             |
| Classements finals | Classements finals | Corbin Strong      | Corbin Strong         | Storm Ingebrigtsen        | Corbin Strong                | XDS Astana             |